# Iglesia católica en Costa Rica

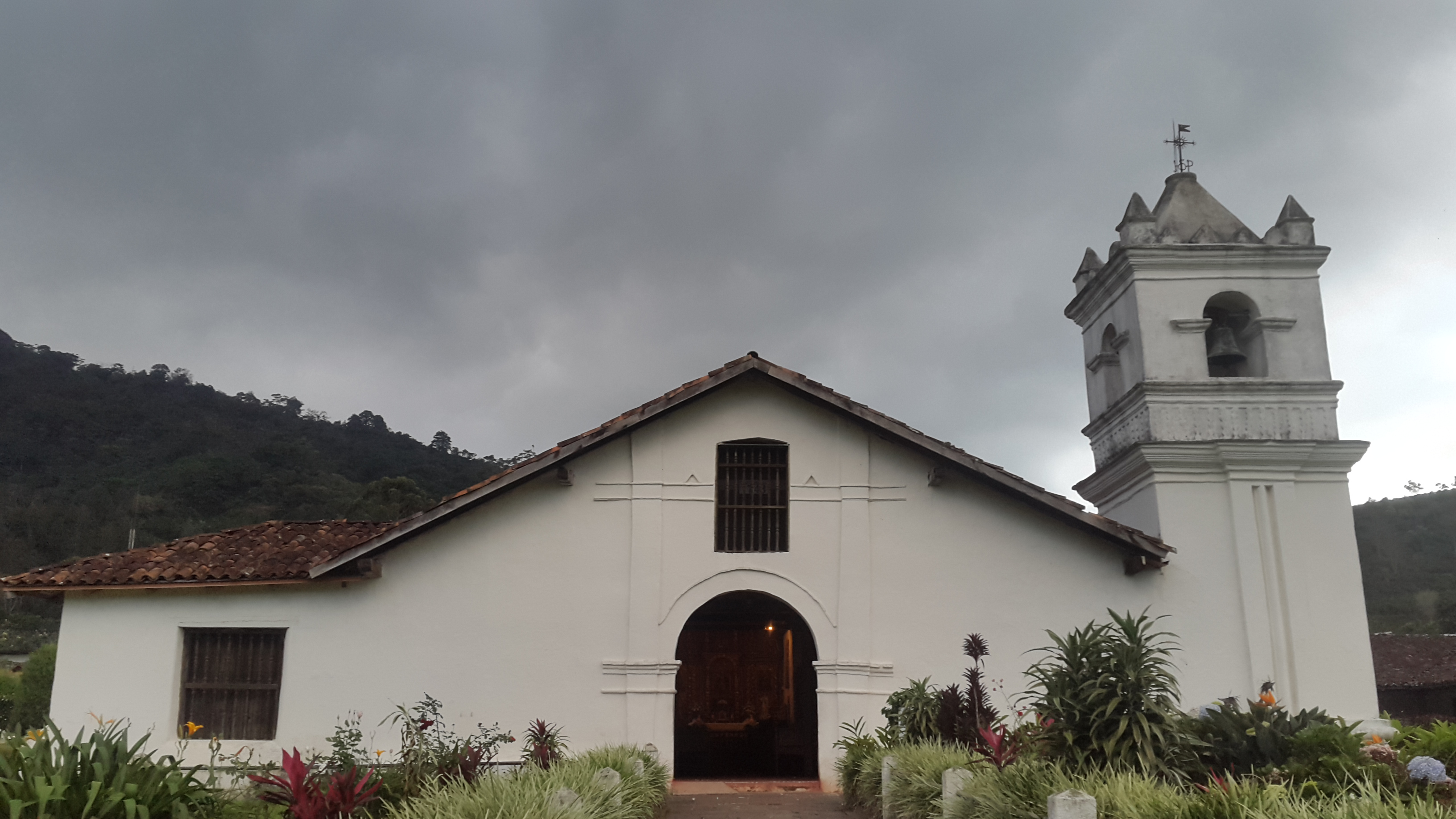
La colonial Iglesia de Orosi, es el templo católico más antiguo de Costa Rica aún funcionando.

La Iglesia católica está presente en Costa Rica (también conocida como Iglesia Católica en Costa Rica), donde según los datos de monseñor Oscar Fernández Guillén, obispo de Puntarenas y presidente de la Conferencia Episcopal en Costa Rica un 62 % de los Costarricenses pertenecen a la Iglesia católica, mientras que de ese porcentaje un 42 % es practicante.
El artículo 75 de la Constitución de Costa Rica establece el catolicismo como la religión estatal del país.

## Historia de la Iglesia católica en Costa Rica
En 1531 se crea la Diócesis de Nicaragua y Costa Rica (con sede en España), hasta 1850 cuando se crea la provincia eclesiástica de Costa Rica.
Entre los misioneros de este tiempo, destaca la labor de los frailes franciscanos, entre ellos Antonio Margil de Jesús,  Lorenzo de Bienvenida y Juan de Estrada Rávago y Añez.
El primer sacerdote nacido en Costa Rica fue el padre Baltazar de Grado, quien fue cura de Cartago en el siglo XVII, y probablemente sería el mismo durante los sucesos de hallazgo de la imagen de la Virgen de los Ángeles.
El catolicismo costarricense ha tenido un papel preponderante en labores y  luchas sociales del país. Un ejemplo inicial fue el padre Florencio del Castillo quien fue elegido por Costa Rica como su representante en  las Cortes de Cádiz, tomando posesión de su curul en 1811. Destacó tanto que fue nombrado presidente de dichas Cortes.También se puede mencionar al padre Juan de los Santos Madriz y Cervantes, firmante del Acta de Independencia de Costa Rica, benefactor del Hospital San Juan de Dios, presidente  del Consejo Representativo, y primer rector de la Universidad de Santo Tomás de Costa Rica, cargo que desempeñó hasta 1850. El padre Francisco Calvo (quien fue el capellán del ejército costarricense durante la Campaña Nacional de 1856-1857), asoció a varios  obreros  en una caja de ahorros y socorros mutuos, fundando así en 1874 la Sociedad de Artesanos de San José, primer gremio costarricense y lo que marcaría el inicio del  Seguro Social del país. En 1893 el obispo Bernardo Augusto Thiel toma parte del despertar social costarricense con su "Carta Pastoral sobre el Justo Salario", donde denuncia las injusticias laborales de la época.
Las primeras leyes que trataron de separar el poder religioso del político, se dieron en el gobierno de Próspero Fernández Oreamuno, quien decretó la enseñanza laica y secularizó los cementerios.
Una figura destacadísima en la historia de la iglesia costarricense, es la del arzobispo Víctor Sanabria Martínez (1898-1952), cuyo pensamiento influyó en la promulgación del Código de Trabajo. Su apoyo a las luchas sociales de la clase obrera se dio incluso en abierta cooperación con el partido comunista nacional.
En obras y proyectos caritativos, hay que mencionar que el primer hospital del país se creó en 1784 gracias a la ayuda del obispo Esteban
Lorenzo de Tristán, (además fundador de Alajuela).También sobresale la labor de la Iglesia en fomentar las Juntas de Caridad (actual Junta de Protección Social de San José), y las acciones de varios sacerdotes y monjas, donde destacan los nombres de: Manuel Antonio Chapuí de Torres,  Félix Velarde Umaña,  Cecilio Umaña Fallas, Carlos María Ulloa, Fray Casiano de Madrid, la  salesiana María Romero Meneses.,  las Hermanas de la Caridad de Santa Ana y  las Hermanas de la Caridad de San Vicente de Paúl.
En materia educativa y cultural, la Iglesia católica fundó la primera escuela del país, siendo el padre Diego Aguilar en 1594 el primer maestro de Costa Rica. En 1814 el obispo Nicolás García Jerez funda la Casa de Enseñanza de Santo Tomás (futura Universidad de Santo Tomás) y su primer rector el sacerdote  Manuel Alvarado. A fray Juan Garita Guillen (1859-1912), se le considera fundador de la literatura costarricense. Durante el siglo XX, resaltan la labor formativa de los sacerdotes Benjamín Núñez Vargas, cofundador, primer rector y profesor de sociología de la Universidad Nacional de Costa Rica (esto, entre muchas obras más), del padre Armando Alfaro Paniagua, quien crea en Heredia  una escuela  para preparar un grupo de jóvenes limpiabotas, y  dirige un colegio vocacional en Desamparados. Entre sus varios proyectos también están el presidir el Colegio de Periodistas de Costa Rica, la fundación de una editorial e imprenta, la colaboración  en la fundación de la Cámara Nacional de Radio, la iniciación  y dirección  ejecutiva del Instituto Mixto de Ayuda Social (IMAS); etc, y del padre Eladio Sancho Cambronero, quien impulsó en Ciudad Quesada el Colegio María Inmaculada, el Colegio diosesano q actualmente lleva su nombre, y el Colegio Agropecuario de San Carlos, ademásde su contribución al cooperativismo.
No está de más mencionar la labor del primer sacerdote afrocostarricense, el limonense Roberto Evans Saunders,  quien destacó por su obra social, deportiva y educativa en el cantón de Siquirres.                    
También, se puede mencionar el aporte cultural de las monjas, como por ejemplo los trabajos de la religiosa del Buen Pastor sor María de la Salette Quirós: educadora, periodista,  psicóloga, poetisa, pintora y música.
El sacerdote jesuita Franz Tattenbach Quadt fue pionero de la educación radiofónica para adultos en Costa Rica, para lo cual fundó el Instituto Costarricense de Educación Radiofónica (ICER), en Lourdes de Montes de Oca, y fue un introductor de las novedosas ideas de Paulo Freire al ambiente pedagógico costarricense.
Basados en la encíclica del papa Juan Pablo II, que hace referencia al «capitalismo salvaje», el clero católico costarricense adoptó durante algunos años una postura crítica ante el libre comercio y sus efectos sobre las clases pobres, expresada a través de los cuestionamientos al acuerdo comercial con Estados Unidos conocido como CAFTA.Sin embargo, la Conferencia Episcopal de Costa Rica resaltó: «La Iglesia tiene el deber de orientar al pueblo en decisiones de tanta importancia como el CAFTA basándose en los principios y valores del evangelio pero no de parcializar hacia ninguna tendencia o postura particular. Es el pueblo quien —haciendo uso de su criterio y tomando en cuenta la ya mencionada orientación de sus pastores— debe decidir». Así, el clero del país asumió públicamente una postura imparcial (con especial énfasis en lo que a orientación del pueblo se refiere). Siendo cosa aparte la opinión o tendencia de cada clérigo en particular.
La Iglesia católica costarricense tuvo que enfrentar el desprestigio por una ola de escándalos:
- la acusación contra el cura Minor Calvo de ser sospechoso coautor intelectual del homicidio del periodista Parmenio Medina. Calvo fue condenado a prisión por diversos delitos económicos, como fraude y desfalco, pero fue absuelto de la sospecha de participar en la muerte del comunicador.[41]
- la condena a prisión por abuso sexual del popular sacerdote Enrique Delgado, que producía un conocido programa de televisión llamado La Hora Santa.[42]
- la fuga del sacerdote Mauricio Víquez (acusado de violar a varios menores), quien se refugió en México.[43] Por encubrir a este delincuente sexual, la Conferencia Episcopal de Costa Rica fue condenada por un tribunal civil, en agosto de 2022, a indemnizar con 100 000 dólares a una de las víctimas, así como al pago de unos 16 000 dólares en concepto de costas judiciales.[44]

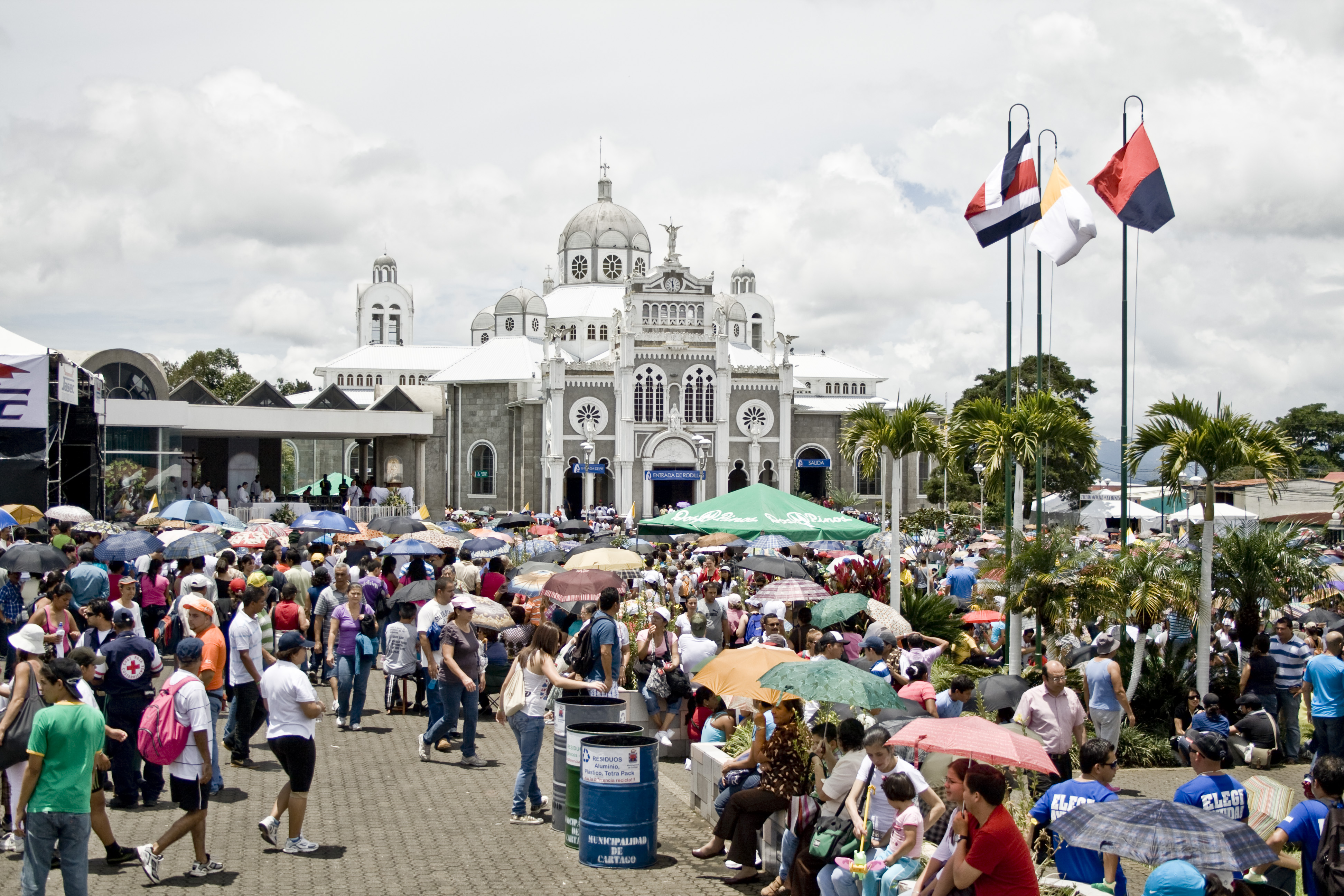
Fieles congregados frente a la Basílica en la Romería 2011

Estos y otros escándalos pueden ser una de las causas de la reducción de fieles católicos de las últimas décadas, aunque también deben tenerse en cuenta el crecimiento de congregaciones protestantes y  la secularización social que propicia el indiferentismo religioso.
La Iglesia católica ha enfrentado activamente este reto realizando una «nueva» evangelización de la población y enfocando mucha de su acción en lo que denomina pastoral juvenil, además de mantener numerosas instituciones de bien social, como por ejemplo la pastoral social Caritas Costa Rica, CEDES Don Bosco, la Ciudad de los niños, Casa María Auxiliadora (Obras Sociales-Sor María Romero), la Posada Emaús, la Posada de Belén, Obras del Espíritu Santo entre otras más.  Además de la creación y administración de varios hogares para adultos mayores, como por ejemplo, el Hogar de Ancianos de Montes de Oca, principal entidad encargada de la atención a la persona adulta mayor en Montes de Oca, fundado por el jesuita Luis Martínez Arnaiz, y posterior a su fallecimiento, fue presidida entre otros por el Padre Julián González Barrio, S.I., fallecido a su vez en el 2020.
A mediados de los años 80 se ordenó el primer sacerdote católico indígena: Ramón Buitrago Salazar, quien en 1992 solicita la dispensa del ministerio y contrae matrimonio en 1993. Ha ejercido responsabilidades en el MEP y como Presidente de ADITIBRI. Actualmente es padre, abuelo y laico comprometido en su comunidad eclesial.  En enero del 2020 se ordena el segundo sacerdote indígena: Deylin Austin Torres Marin, perteneciente a los bribris y en la comunidad Amubri.
El catolicismo sigue siendo la religión predominante en Costa Rica, prueba de ello es la popular "romería", peregrinación hacia la Basílica de Nuestra Señora de los Ángeles (Cartago), patrona del país, realizada cada año entre el 1 y 2 de agosto por cerca de 2 millones de personas.